# Марио Собреро (стадион)
Муниципальный стадион имени доктора Марио Собреро или Стадион Марио Собреро — стадион, расположенный в городе Роча, в одноименном департаменте Роча, Уругвай. Он принадлежит муниципалитету Роча, но отдан в аренду футбольному клубу «Роча» для проведения домашних матчей за Втором профессиональном дивизион Уругвая. Здесь также проводятся матчи местной и межведомственной лиг.
Стадион был построен и открыт 20 ноября 1955 года. 22 ноября 1956 года на стадионе было установлено новое электрическое освещение для проведения футбольных матчей. После реконструкции стадиона 1 февраля 2020 года и постройки трибуны на 3800 места вместимость стадиона была увеличена.
Сейчас стадион вмещает 10000 зрителей.